# Neó
|  | Aquest article tracta sobre l'element químic. Vegeu-ne altres significats a «Neó (desambiguació)». |

El neó és un element químic de nombre atòmic 10 i símbol Ne. És un gas noble incolor, pràcticament inert, present en traces a l'aire, però molt abundant a l'Univers, que proporciona un to rogenc característic a la llum de les làmpades fluorescents en les quals s'empra. L'únic sistema d'obtenció del neó és per destil·lació fraccionada de l'aire líquid. Això fa que sigui més car que altres gasos, per exemple l'heli.

## Història

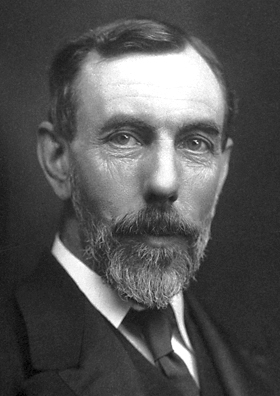
William Ramsay.

El neó (del grec νέον, neos, 'nou') fou descobert pel químic escocès Sir William Ramsay (1852-1916) i pel químic anglès Morris W. Travers (1872-1961) el 1898 a Londres, mitjançant la destil·lació fraccionada de l'aire líquid.

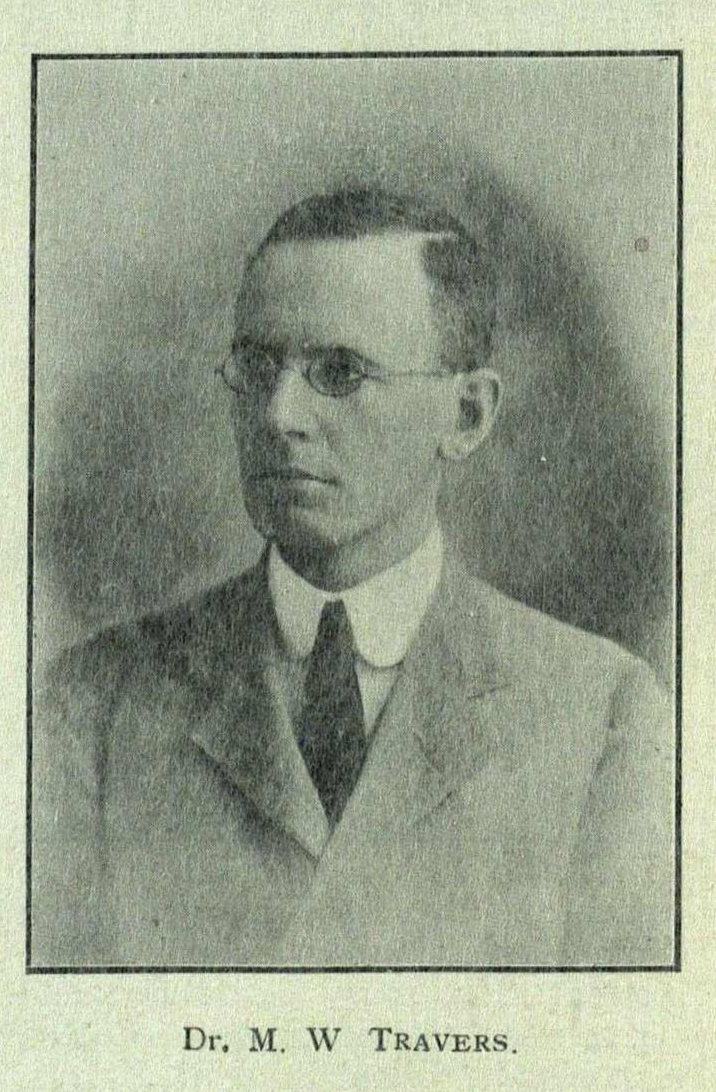
Morris W. Travers.

El desembre de 1910, l'enginyer francès Georges Claude fabricà la primera làmpada elèctrica amb un tub ple de neó. Si bé s'utilitzà la il·luminació de neó al voltant de 1930 a França per a la il·luminació general, no era més eficient energèticament que els convencionals llums incandescents. Però el seu estudi dugué a la invenció dels tubs fluorescents.
A diferència del fracàs de la introducció del neó en la il·luminació domèstica, el seu ús en cartells publicitaris fou un èxit immediat. El 1912 un soci de Claude va comercialitzar anuncis de neó que aviat es generalitzaren per la seva novetat i el seu atractiu visual. El 1923, el venedor d'automòbils Packard va instal·lar dos grans anuncis de neó a la seva botiga de Los Angeles, que destacaven sobre els de la competència.
El neó va tenir un paper fonamental en el coneixement de la natura dels àtoms. L'any 1923 J.J. Thomson (1856-1940), que feia experiments sobre la desviació de feixos de raigs, va canalitzar un feix d'àtoms de neó ionitzats per l'interior d'un camp elèctric i magnètic i en va mesurar la desviació mitjançant una placa fotogràfica. Els resultats semblaven indicar dues paràboles de deflexió. Thomson va deduir que hi havia alguns àtoms amb una massa més gran que altres. Tot i que no va acabar d'entendre-ho del tot, aquell experiment fou el primer que demostrava l'existència d'isòtops d'àtoms estables. El dispositiu de Thomson era una versió primitiva d'un espectròmetre de masses.

## Abundància i obtenció
El neó es troba normalment en forma de gas monoatòmic. L'atmosfera terrestre conté 15,8 ppm i s'obté per subrefredament de l'aire i destil·lació del líquid criogènic resultant. El neó és el cinquè element més abundant en l'Univers per massa, després de l'hidrogen, heli, oxigen i carboni. Es troba en xicotetes quantitats en l'atmosfera i en l'escorça terrestre es troba en una proporció de 0,005 ppm.

## Característiques principals

### Propietats físiques
És el segon gas noble més lleuger després de l'heli, i presenta un poder de refrigeració, per unitat de volum, 40 vegades major que el de l'heli líquid i tres vegades major que el de l'hidrogen líquid. En la majoria de les aplicacions l'ús de neó líquid és més econòmic que el de l'heli.
- Massa atòmica: 20,183
- Punt d'ebullició: 27,1 K (–246 °C)
- Punt de fusió: 24,6 K (–248,6 °C)
- Densitat: 1,20 g/ml (1,204 g/cm³ a –246 °C)

### Propietats químiques
Encara que el neó és inert a efectes pràctics, s'ha obtingut un compost amb fluor en el laboratori. No se sap amb certesa si aquest o algun altre compost de neó distint existeix en la naturalesa, però algunes evidències suggereixen que pot ser sí. Els ions Ne8-, (NeAr)16-, (NeH)7- i (HeNe)16- han sigut observats en investigacions espectromètriques de massa i òptiques. A més, se sap que el neó forma un hidrat inestable. De totes les maneres, si són possibles els seus compostos, la seva electronegativitat (segons l'escala de Pauling) hauria de ser de 4,5, seguint amb la norma aplicada al segon període, i actuaria com a oxidant en compostos amb el fluor, donant lloc a l'heptaneonur (nom debatut) F₈Ne₇.

## Isòtops
N'hi ha tres isòtops estables, 20Ne (90,48%), 21Ne (0,27%) i 22Ne (9,25%). El 21Ne i el 22Ne s'obtenen principalment per emissió neutrònica i desintegració alfa del 24Mg i del 25Mg respectivament, i les seves variacions són ben conegudes, però no les del 20Ne sobre el qual encara hi ha discrepàncies. Les partícules alfa provenen de la cadena de desintegració de l'urani mentre que els neutrons es produeixen majoritàriament per mitjà de reaccions secundàries de les partícules alfa. Com a resultat d'aquestes reaccions, en les roques riques en urani, com els granits, s'ha observat que la relació 20Ne/22Ne tendeix a disminuir mentre la relació 21Ne/22Ne augmenta. Les anàlisis fetes en roques exposades a rajos còsmics han demostrat la generació de 21Ne a partir de nuclis de Mg, Na, Si i Al, la qual cosa suggereix que és possible, analitzant els percentatges dels tres isòtops, datar el temps d'exposició de les roques superficials i meteorits.
De forma semblant al xenó, el neó de les mostres de gasos volcànics presenta un enriquiment de 20Ne així com 21Ne cosmogènic. Igualment s'han trobat quantitats elevades de 20Ne en diamants, cosa que indueix a pensar en l'existència de reserves de neó solar a la Terra.

## Aplicacions

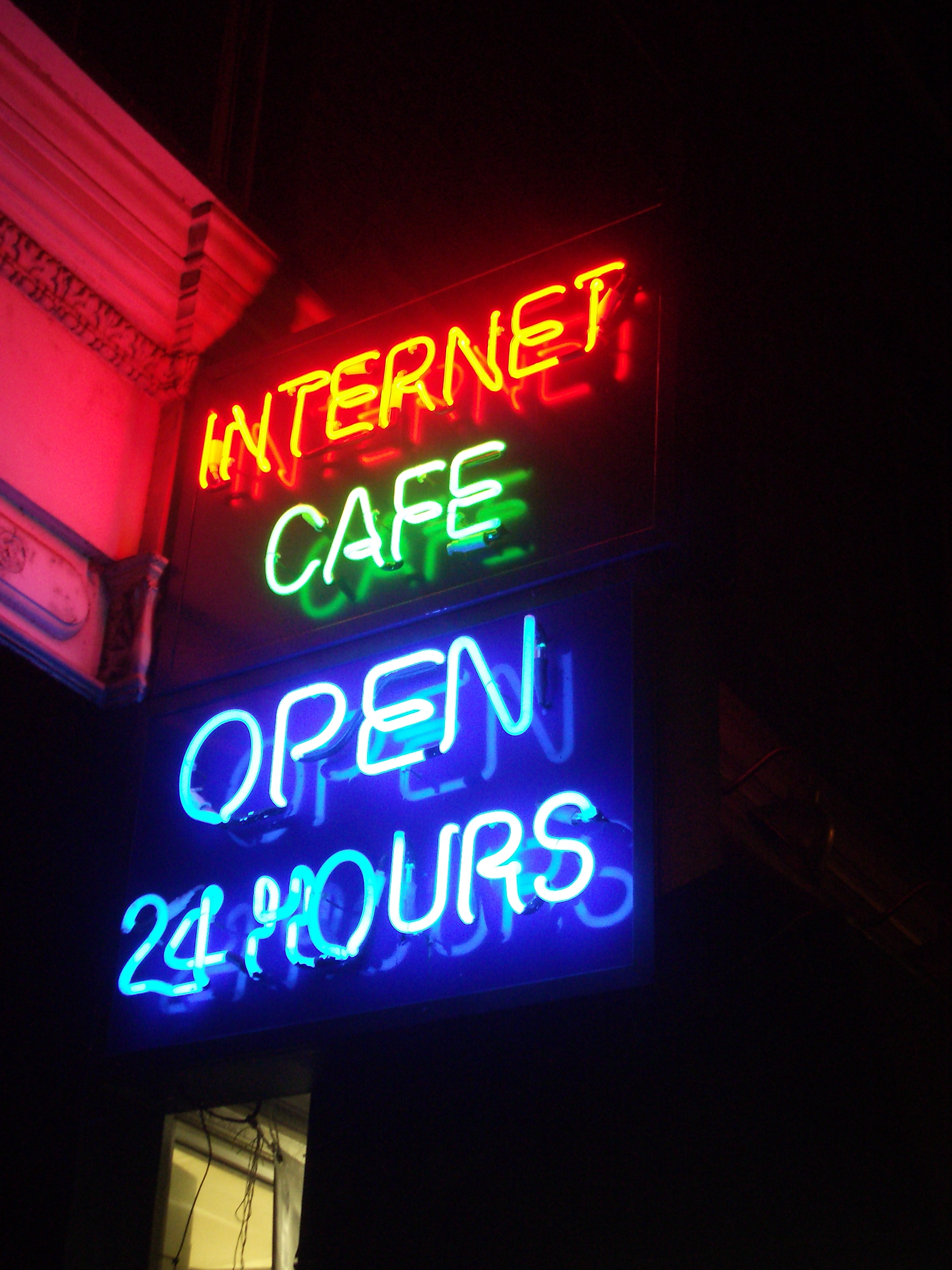
Rètol d'un local comercial realitzat amb tubs de neó

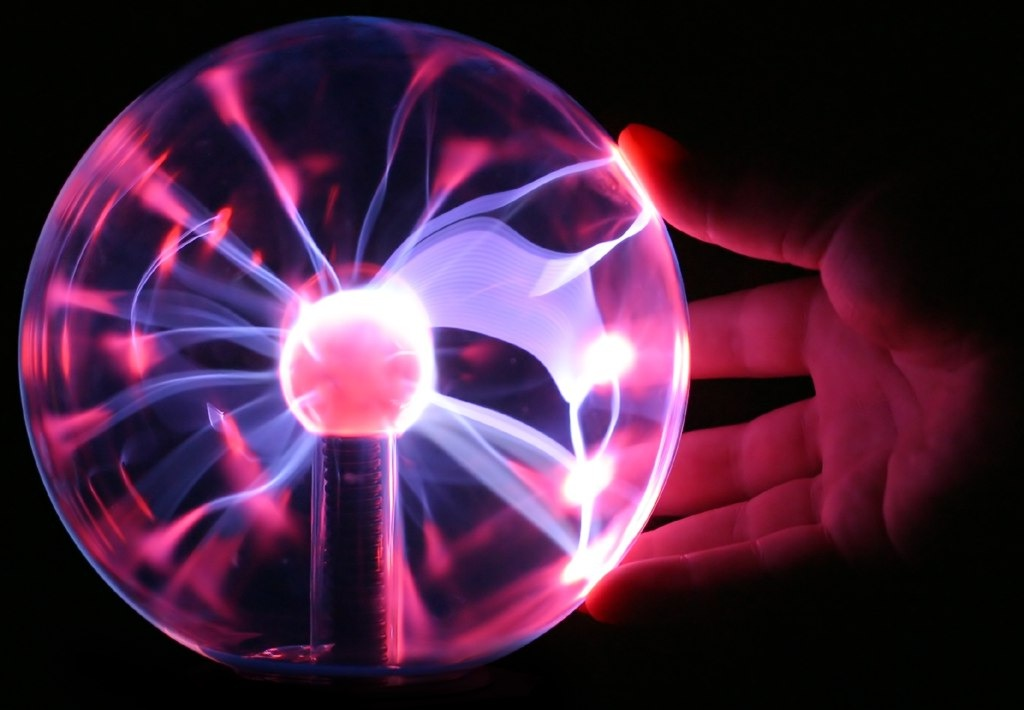
Làmpada de plasma en funcionament. Observau el que passa quan els dits toquen l'esfera.

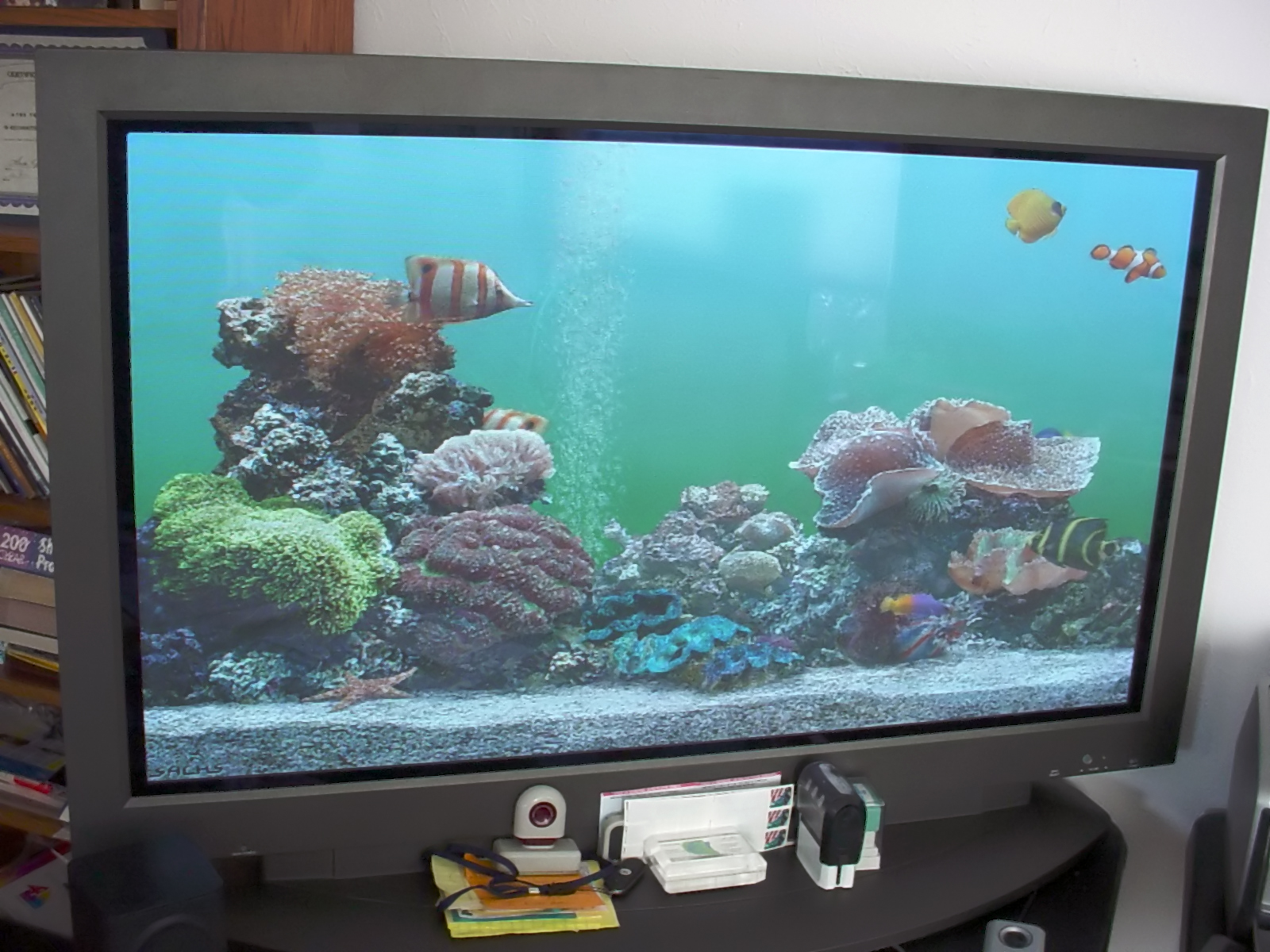
Pantalla de televisió de plasma

El to roig-ataronjat de la llum emesa pels tubs de neó s'usa profusament per als indicadors publicitaris, també reben la denominació de tubs de neó altres de color distint que en realitat contenen gasos diferents.
Altres usos del neó que poden citar-se són:
- Indicadors d'alt voltatge.
- Per a la fabricació de pantalles de plasma per a aparells de televisió (PDP) i d'altres.
- Per a la fabricació de làmpades de plasma.
- Junt amb l'heli s'empra per a obtindre un tipus de làser anomenat làser d'heli-neó que s'empra, per exemple, en els punters làser.[13]
- Per a làmpades de baix consum i per làmpades estroboscòpiques.
- El neó liquat es comercialitza com refrigerant criogènic. El neó líquid s'utilitza en lloc de l'hidrogen líquid per a refrigeració.[14]

### Art

#### En el cinema
- Alfred Hitchcock, film Vertigo (1958). En aquesta pel·lícula Hitchcock va emprar el contrast de les llums de neó amb efectes artístics i inquietants.
- 1941. Orson Welles a Citizen Kane va idear un moviment de càmera “impossible”, amb un zoom que “travessa” l'anunci de neó d'un bar des de molt lluny fins a la taula on se celebra una entrevista.
- Film Blade Runner, director Ridley Scott (1982)
- Film TRON: Legacy” (1982) film de Disney, seqüela del film Tron
- Film “Tulpa”. Director Federico Zampaglione thriller eròtic homenatge al cinema italià dels 70.
- Film “2046”, director Wong Kar-Wai’.

#### En la música
- Salvatore Adamo va gravar una cançó titulada “Le neón” (1967) que fou publicada en l'àlbum J'ai tant de rêves dans mes bagages (1967).  La lletra empra el recurs de deixar en suspens el cant, guardar un moment de silenci i continuar amb una paraula que comença amb “con” (paraula poc refinada en francès). La canço diu així: “Le néon, le néant, le nez en l'air, l'air d'un... Qu'on se le dise…”(«qu’on» es pronuncia més o menys com «con»).
- Paul Simon a The sound of silence diu:[15]

“ And the people bowed and prayed to the neon god…”

#### En pintura/escultura

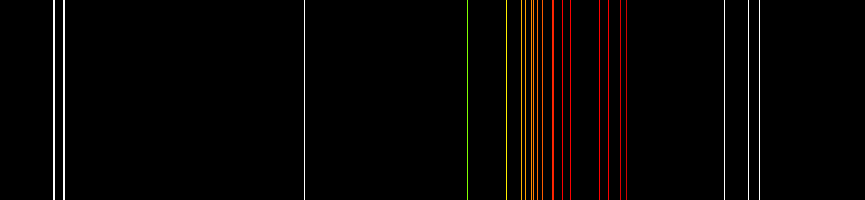
Espectre atòmic del neó amb les línies ultraviolades a l'esquerra i les infraroges a la dreta (en blanc)

Alguns escultors o pintors empraren llums de neó en les seves obres. La majoria eren minimalistes.
- Dan Flavin, 1933, USA
- Victor Millonzi (1915), USA.[16]
- Mario Merz (1925), Itàlia.[17]
- Piotr Kowalski (1927), Polònia, França.[18]
- Rudi Stern (1936) USA.
- Maurizio Nannucci (1939), Itàlia.[19]
- Michael Hayden (1943), Canadà.[20]
- Bruce Nauman (1941) USA[21]
- Keith Sonnier (1941) USA[22]
- Lili Lakich (1944) USA[23]
- Bill Parker (1950) USA[24]
- Lisa Schulte (1956) USA[25]
- Tim White-Sobieski (1961) Polònia[26]
- Joseph Kosuth (1965) USA
- Iván Navarro Chile
- Frida Blumenberg, Sud-àfrica
- Chryssa (1962), Greco-Americana,